# Jon Urzelai
Jon Urzelai Inza (Oñate, Guipúzcoa, 1 de marzo de 1977) es un exfutbolista español, se desempeñaba como defensa o lateral.

## Clubes
| Club            | País   | Año         | Partidos | Goles |
| Real Sociedad B | España | 1995 - 1999 | 120      | 30    |
| Novelda CF      | España | 1999 - 2000 | ¿?       | ¿?    |
| Barakaldo CF    | España | 2000 - 2002 | 64       | 4     |
| SD Eibar        | España | 2002 - 2004 | 63       | 1     |
| Real Murcia     | España | 2004 - 2006 | 42       | 0     |
| UD Vecindario   | España | 2006 - 2007 | 13       | 0     |
| SD Eibar        | España | 2007 - 2011 | 118      | 46    |